# Chácara Klabin
Chácara Klabin é um bairro nobre do distrito da Vila Mariana, localizado na zona centro sul da cidade de São Paulo (Brasil). Abrange os bairros Jardim Vila Mariana e Jardim Aurélia, parte da Vila Afonso Celso, arredores da rua Maurício Klabin e parte do Jardim da Glória, faixa compreendida entre as ruas Dionísio da Costa e Pero Correia.
A Chácara Klabin usufrui de uma estação de metrô, que leva o nome do bairro, e é pertencente às linhas 2-Verde e 5-Lilás.
É um bairro relativamente novo na cidade e de perfil majoritariamente residencial. Antes do loteamento, iniciado pela família Klabin na década de 1970, a região era considerada a maior favela da cidade de São Paulo, mas foi beneficiada com políticas de desfavelização, das quais a Chácara Klabin participava como o empreendimento mais nobre da região.
O bairro passa por um intenso processo de verticalização, iniciado na década de 1990. Atualmente já não há mais terrenos vazios no bairro, o que ainda era muito comum no início da década de 2000, sendo que várias casas, inclusive de alto padrão, têm sido demolidas para a construção de prédios residenciais. É considerado um dos bairros mais valorizados da cidade, e possui uma estação de metrô, inaugurada em 2006, além de haver outras duas bastante próximas (Santos-Imigrantes e Vila Mariana). Há também muitas praças, ruas bastante largas e com intensa arborização, a exemplo da Avenida Prefeito Fábio Prado, divergindo bastante do estilo e padrão dos demais bairros do Distrito da Vila Mariana. O colégio Liceu Pasteur francês, de ensino bilíngue, também está situado no bairro. A influência francesa no bairro também se mostra presente nos nomes de logradouros públicos, sendo que diversos artistas e filósofos franceses dão nome a ruas e praças, como Alexandre Cabanel, Montesquieu, Voltaire, Rousseau e Diderot.

## História
Inicialmente, a região atualmente conhecida como Chácara Klabin foi uma área que exerceu um importante papel na formação da sociedade paulista e colonial, e abrigou inúmeras chácaras e fazendas. Após o fim da escravidão, em 1888, o Brasil e, principalmente, a cidade de São Paulo recebeu um grande número de imigrantes estrangeiros que aportaram por aqui. Os Bezzi, uma família italiana, foram os primeiros a se instalarem na região, porém, não foram eles os principais moradores e sim a família Klabin, da qual surgiu o nome da Chácara.
De origem judia e lituana, os Klabin fizeram história no bairro. Maurício Klabin abriu seu primeiro negócio: uma pequena gráfica que é conhecida como Klabin Papel e Celulose, que hoje é uma das maiores do mundo nesse ramo e rendeu bons frutos para a família e região. Por ser também proprietária das ações do banco União, a família Klabin adquiriu um grande número de chácaras que ficavam entre o Caminho do Mar e a Colina do Ipiranga (região já conhecida pelo episódio da Proclamação da Independência). Esses terrenos evoluíram para a formação da Chácara Klabin, considerado um bairro de passagem entre esses lugares.
Maurício, junto com sua família, ergueu centros de saúde e museus. Depois seus filhos continuaram amplificando o local e assim, criaram a primeira olaria de forno em São Paulo que empregou na época diversas pessoas, além de possuir vários inquilinos por alugar várias chácaras no começo de 1920. Assim, na segunda metade do século XX, se definiu o processo de urbanização.
Naquela época, a região estabeleceu uma ligação e passagem entre a cidade de São Paulo e o litoral paulista, com a construção das duas rodovias: a Anchieta (1940) e a Imigrantes (1976).
O Templo Budista Central Nikkyoji foi o primeiro imóvel construído no bairro. A rua em que se localiza o templo ganhou o nome do pioneiro dessa religião no Brasil, o Sr. Ibaragui Nissui.
Um dos marcos do bairro é a Casa Modernista, localizada na Rua Santa Cruz, de autoria do arquiteto de origem russa Gregori Warchavchik. O projeto da Casa foi iniciado em 1927, mas foi em 1928 que a construção começou a ser efetivada. É considerada a primeira obra de arquitetura moderna implantada no Brasil. Na época, a casa que tinha como objetivo abrigar a residência do arquiteto, causou forte impacto nas rodas intelectuais e na opinião pública, sendo considerada uma obra diferenciada e impactante. Hoje a Casa Moderna é aberta para visitação, ao público.
A partir da década de 70, a Chácara Klabin era o bairro que pertencia o maior número de favelas da cidade. Nos dias de hoje, é considerado um dos bairros mais valorizados de São Paulo. Devido a sua supervalorização, a Polícia Militar fez a colocação de câmeras de vigilância com o intuito de deixar a área mais protegida.
Um dos motivos pela alta valorização do bairro pode ser descrita pelas importantes vias que circulam a região, como a rua Domingos de Morais, as avenidas Paulista, 23 de Maio, Dr. Ricardo Jafet, entre outras...
Outro motivo vista da supervalorização do bairro é a pequena distância entre os parques Aclimação e Ibirapuera.

## Acesso
Favorecido pela vizinhança com outros bairros nobres como a Vila Mariana, Saúde e Ipiranga e rodeada por importantes vias como Dr. Ricardo Jafet, Av. Paulista e ainda, pelas ruas Domingos de Morais e Vergueiro, aos poucos o bairro foi ganhando seu perfil atual, de alto padrão. A chegada da estação de Metrô Chácara Klabin (Linha 2-verde), em 2006, contribuiu para valorizar ainda mais a região,atraindo novos e elegantes empreendimentos residenciais. Porém, os moradores privilegiados da região contam, também com mais estações de metrô, como as Estações Vila Mariana e Santa Cruz , ambas da Linha 1-Azul, e a estação Santos-Imigrantes, que faz integração, assim como a estação Chácara Klabin, a Linha 2-Verde (as estações Santa Cruz e Chácara Klabin tem integração à Linha 5-Lilás).
O bairro Chácara Klabin também tem a honra de ter, com facilidade, acesso a outros bairros nobres de São Paulo, como Moema e Itaim Bibi. Além disso, a possibilidade de estar próximo do Parque Ibirapuera e ao Parque da Aclimação, considerados, pelos paulistas, os mais bonitos e famosos, com grande área para praticas esportivas e lazer, e muito verde neles.
Há diversas escolhas pela região para o entretenimento, como os cinemas, principais shoppings, boas lojas, bares e restaurantes, e ainda opções de serviços na região, padarias, supermercados, farmácias.
O horário de funcionamento do metrô é de domingo a sexta das 04:40 até 00:18, aos sábados seu funcionamento é mais vasto diante de sua carga horária sendo das 04:40 até 0h00. O metrô localiza-se na rua vergueiro em frente a um Instituto de Ensino.

## Atualidades
A Chácara Klabin como outros inúmeros bairros possui suas peculiaridades, uma delas foi sua urbanização que começou na metade do século XX e também que passou a ser conhecida como a área de ligação do litoral com São Paulo. Na região não existiam muitas formas de entretenimento para os jovens na época, as únicas possíveis eram o campo de futebol, os bailes no clube Monte Carlo e os cinemas Cruzeiro onde hoje é o Pão de Açúcar perto do metrô Ana Rosa.
Atualmente no bairro é possível encontrar inúmeros tipos de lazer e diversão como lojas, restaurantes, parques, cinemas, teatros, cafeteiras, uma unidade do Sesc, livrarias etc. Além desse leque de possibilidades a região surpreende com muitos comércios, escolas e prédios comerciais e residenciais. Com ruas arborizadas e pouco trânsito cresce cada vez mais verticalmente, com mais de 400 empreendimentos imobiliários que serão ou foram lançados, dando mais valor e reconhecimento a um bairro que já era conhecido como de alto padrão. A tranquilidade do bairro pode ser notada a partir de uma balanço que identificou a estação Chácara Klabin, da linha 2, como a menos movimentada do sistema de Metrô da cidade de São Paulo, até setembro de 2018, após a expansão da linha 5 até o bairro da Vila Mariana a estação atualmente tem em média 56.000 passageiros por dia.
Juntamente a essas infinitas escolhas, pode-se encontrar colégios bem renomados na  zona Sul e com uma boa nota no ranking  Enem como é o caso do Colégio Marista Arquidiocesano e o Colégio Vértice. Também conta-se com a presença de colégios internacionais como o Liceu Pasteur, o Colégio Visconde de Porto Seguro e o Colégio Suíço-Brasileiro que estão na zona sul pelo fato de que é nessa região que se localizam os mais diversos centros empresariais, diversidade de estrangeiros e alto poder aquisitivo da sua população.